# 莱马日
莱马日（法語：Les Mages，法語發音：[le maʒ]）是法国加尔省的一个市镇，位于该省北部，属于阿莱斯区。

## 地理
莱马日（44°13'41"N, 4°9'57"E）面积12.69 平方千米，位于法国奧克西塔尼大區加尔省，该省份为法国南部沿海省份，南端濒地中海，北起顺时针与阿尔代什省、沃克吕兹省、罗讷河口省、埃罗省、阿韦龙省和洛泽尔省接壤。
与莱马日接壤的市镇（或旧市镇、城区）包括：塞兹河畔莫利耶尔、波特利耶尔、鲁松、圣昂布鲁瓦、圣让-德瓦莱里斯克勒、圣瑞利安德卡萨尼亚。

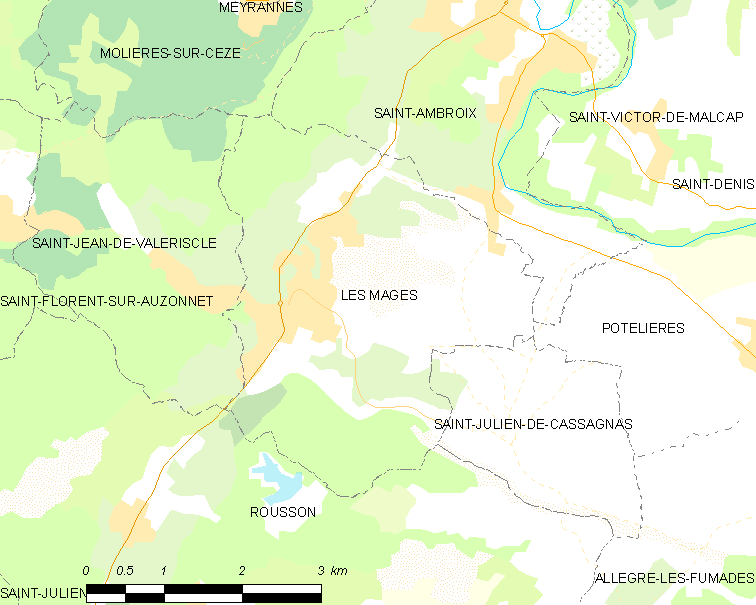
莱马日的OSM定位图

莱马日的时区为UTC+01:00、UTC+02:00（夏令时）。

## 行政
莱马日的邮政编码为30960，INSEE市镇编码为30152。

## 政治
莱马日所属的省级选区为鲁松县。

## 人口

1962-2008年间莱马日人口变化图示

莱马日于2022年1月1日时的人口数量为2107人。